# Daniel Nagrin
Daniel Nagrin (New York, 22 maggio 1917 – Tempe, 29 dicembre 2008) è stato un ballerino, coreografo e insegnante statunitense.

## Biografia
Nagrin studiò con Martha Graham, Anna Sokolow, Hanya Holm, Bill Matons e Helen Tamiris che in seguito sposò. Oltre a lavorare come ballerino moderno, Nagrin si è esibito anche a Broadway in Plain and Fancy, in Up in Central Park e in Annie Get Your Gun, tra gli altri musical. Il suo balletto Dance in the Sun del 1950 fu adattata dal regista Shirley Clarke per il suo film del 1953 con lo stesso titolo.
Nel giugno del 1954 formò il Dance-Percussion Trio con David Shapiro e Ronald Gould (che avrebbero formato il New York Percussion Trio) e il gruppo fece una tournée negli Stati Uniti nei mesi di giugno e luglio dello stesso anno. Nagrin e sua moglie formarono la Compagnia Tamiris-Nagrin nel 1960. Quando Tamiris morì nel 1966, Nagrin si concentrò su una carriera da solista. All'inizio degli anni '70 Nagrin formò "The Workgroup" una compagnia di spettacoli incentrata sull'improvvisazione.
Le opere coreografiche più note di Nagrin comprendono The Peloponnesian War (con musica di Eric Salzman), Strange Hero, Man of Action, Spanish Dance e Jazz, Three Ways. Inoltre curò le coreografie per il film del 1954 His Majesty O'Keefe.
Nel 1985, fu assemblata una compilation di 15 ore del lavoro di Nagrin, The Nagrin Videotape Library of Dances. È tenuta nella Dance Collection presso la New York Public Library for the Performing Arts.
Nagrin, che aveva ottenuto un B.S. (Bachelor of Science) in Education dal City College di New York, insegnò al C.W. Post College, all'Università di New York, all'American Dance Festival e all'Università statale dell'Arizona. È stato autore di numerosi libri, tra cui How to Dance Forever: Surviving Against the Odds (1988) e Choreography and the Specific Image (2001).
Nagrin morì il 29 dicembre 2008 a Tempe, in Arizona.

## Coreografia scelta
- Private Johnny Jukebox (1942)
- Spanish Dance (1948)
- Strange Hero (1948)
- Man of Action (1948)
- Dance in the Sun (1950)
- Faces from Walt Whitman (1950)
- Man Dancing (1954)
- Progress (1957)
- Indeterminate Figure (1957)
- Three Happy Men (1958)
- Jazz, Three Ways (1958)
- For a Young Person (1958)
- A Dancer Prepares (1958)
- An American Journey (1960)
- Two Improvisations (1962)
- The Man Who Did Not Care (1963)
- In the Dusk (1965)
- Not Me, But Him (1965)

- Path (1965)
- A Gratitude (1965)
- Why Not (1965)
- The Peloponnesian War (1968)
- The Ritual (1971)
- Rondo (1971)
- Rituals of Power (1971)
- Signs of the Times (1972)
- Ritual for Two (1972)
- Ritual for Eight (1972)
- Wounded Knee (1972)
- Sea Anemone Suite (1972)
- Hello-Farewell-Hello (1973)
- Steps (1973)
- Jazz Changes (1974)
- Sweet Woman (1974)
- Nineteen Upbeats (1975)
- The Edge is Also a Center (1975)